# وي (تشكدان)
وي (بالفارسية: وی) هي قرية تقع في إيران في قسم تشکدان الريفي. يقدر عدد سكانها بـ 332 نسمة بحسب إحصاء 2016.